# Gephyroctenus portovelho
Gephyroctenus portovelho là một loài nhện trong họ Ctenidae.
Loài này thuộc chi Gephyroctenus. Gephyroctenus portovelho được miêu tả năm 2008 bởi Polotow & Antonio D. Brescovit.